# Ауакатлан (муниципалитет, Пуэбла)
Ауакатла́н (исп. Ahuacatlán) — муниципалитет в Мексике, входит в штат Пуэбла и занимает площадь 94,40 км². Население Ауакатлана на 2020 год составляло 14 542 человека из которых 47,1 % — мужчины и 52,9 % — женщины. Население составляет 0,27 % населения штата Пуэбла. По сравнению с 2010 годом население Ауакатлана уменьшилось на −1,44 %.
Граничит на севере с муниципалитетом Тлапакойя, Тлаола и Сан-Фелипе-Тепатлан; на востоке с Амистланом и Тепанго-де-Родригесом; на юге с Тепецинтлой; на западе с Чиконкуаутлой и Сакатланом.

## История
На этом месте располагалось поселение групп тотонаков, позже территории стали принадлежали Тройственному союзу ацтеков. После захвата испанцами земли были названы Сан-Хуан Ауакатлан, который принадлежал старому району Сакатлана.
17 июля 1812 года местное население противостояло консерваторам, поддерживавших Французскую империю.
ранцузская империя
В 1895 году, когда была применена система округов и муниципалитетов, Ауакатлан был учреждён как свободный муниципалитет.
По указу Высшего правительства штата Пуэбла от 2 апреля 1900 года муниципалитет стал называться Вилья-де-Ауакатлан-де-Сантос-Деголладо.

## География и климат

### Орография
Рельеф довольно неровный. Муниципалитет расположен в северной части Сьерра-Норте-де-Пуэбла и состоит из более или менее отдельных, параллельных горных хребтов, сжатых друг против друга и обычно образующих большие или маленькие межгорные плато. Горный хребет, возвышающийся на юго-востоке между реками Ахахальпан и Непопуалько, проходит через муниципалитет от юга до центральной части, завершаясь рядом гор Непопуалько, Иксатипек, Коатепек, Тесмольтепек и Куакорнильо.
Высота муниципалитета относительно уровня моря колеблется от 780 до 2300 метров над уровнем моря.

### Гидрография
Муниципалитет относится к северному склону штата Пуэбла, образованному различными частичными бассейнами рек, впадающих в Мексиканский залив, и характеризуется молодыми и стремительными реками с большим количеством водопадов, а также имеет большое количество прерывистых ручьёв, впадающих в реки, которые описаны ниже:
Он расположен в бассейне Теколутла и пересекается несколькими реками, которые описаны ниже:
- Река Ахахальпан омывает запад муниципалитета с юга на север и служит границей с Сакатланом и Чиконкуаутлой на протяжении более 15 километров.
- Река Какогман берёт начало на севере Ауакатлана и протекает с севера на запад, впадая в Ахахальпан.
- Реки Катихит и Наколит берут начало в предгорьях, омывают север муниципалитета и впадают в Ахахальпан.
- Река Непопуалько, протекающая через южную часть с запада на восток, впадает в реку Тапаюла, образуя Зун, — приток Ахахальпана.

### Климат
В муниципалитете наблюдается повышение влажности и понижение температуры по мере продвижения с юга на север. Аукатлан расположен в климатической переходной зоне от умеренных к тёплым склонам Мексиканского залива. Выделяют три климата:
- Влажный умеренный климат с обильными дождями летом; среднегодовая температура от 12 до 18ºC; температура самого холодного месяца от −3 до 18ºC; количество осадков самого засушливого месяца менее 40 мм. Занимает небольшую территорию к юго-западу.

- Влажный умеренный климат с дождями круглый год; среднегодовая температура от 12 до 18ºC; температура самого холодного месяца от −3 до 18ºC; количество осадков в самый засушливый месяц превышает 40 миллиметров.

- Полутёплый, близкий к гумидному климату с дождями в течение всего года; среднегодовая температура превышает 18ºC; температура самого холодного месяца от −3 до 18ºC; количество осадков в самый засушливый месяц более 40 мм. Является преобладающим климатом, занимающий центральную и южную часть муниципалитета.

Ауакатлан потерял большую часть своей первоначальной растительности, остались лишь отдельные участки с сосновыми и дубовыми лесами на берегу реки Ахахальпан, также некоторые районы к востоку и югу территории муниципалитета.

## Демография
Основными социальными проблемами в Ауакатлане в 2020 году были отсутствие доступа к социальному обеспечению, отсутствие доступа к основным жилищным услугам и отставание в образовании. 14,2 % населения Ауакатлана не имели доступа к канализационным системам, 3,36 % не имели водопровода, 1,1 % не имели ванной комнаты и 0,94 % не имели электричества.
В этом же году больше половины населения (56,3 %) находилось в ситуации умеренной бедности и 19,8 % — в ситуации крайней бедности. Уязвимое население из-за социальной депривации достигло 18,4 %, из-за дохода — 3,29 %.
По данным переписи населения 2020 года, зарегистрировано 3,64 тыс. домовладений. Из них 30,8 % составляют жилища, в которых референтным лицом является женщина, и 69,2 % соответствуют жилищам, где референтным лицом является мужчина. Касаемо возрастных диапазонов рассматриваемых лиц, в 12,6 % жилых помещений проживали главы домохозяйств в возрасте от 35 до 39 лет.